# 大阪豆ゴハン
『大阪豆ゴハン』（おおさかまめゴハン）は、サラ・イイネス（現在はサライネス）による日本の漫画作品。講談社の『モーニング』にて、1992年24号から1998年30号まで（休載等を除く）連載された。全265話。単行本は全12巻、文庫版全6巻 。なお、文庫版に関しては3巻から4巻の間で発行が遅れたという経緯がある（後述）。

## 概要
主に大阪市内を舞台に、古い屋敷に暮らす安村一家とその周囲の人々の日常生活が描かれている。
ほとんどの話が1話読み切りとなっており、作者による第三者的視点からの内容説明や、登場人物たちへの大阪弁風のツッコミも併せて描く独特のスタイルをとっている。基本的に文字はすべて作者の手書きである。また、スクリーントーンも使用されていない。時折、人物説明や作者の趣味であるラリーについてなどのイラストが漫画の欄外に描かれていることもある。

### コミックについて
モーニングKC版が絶版になってから講談社漫画文庫より再び出版されたが、2002年12月の1巻発売から順次3巻までが刊行され、それ以降の発刊が中断となっていた。その後、4年の歳月を経てから続刊の4、5、6巻が発刊されるという、メジャー誌で7年にわたって掲載されていた漫画としては異色の展開をたどって出版されている。4巻の巻末には1巻から3巻までの復刊について作者の描き下ろしで告知のイラストが描かれているにもかかわらず、刷数が少なかったため、4巻の初版が出版された2007年4月当時は出版元である講談社にも在庫はなく、増刷予定も不明となっている時期があった。

## 登場人物

### 安村家在住の人々
古い数寄屋造りの屋敷で生活している。父と母は、古い屋敷の管理が面倒、という理由で近くのマンションに越してしまった。
湯葉 勧三郎（ゆは かんざぶろう）
大阪市中央区にある設計会社に勤務する建築士。会社での役職はチーフである。作中では大阪弁を話しているが、北陸地方出身。連載初期の時点で妻の加奈子と結婚して約1年という設定となっている。趣味は学生時代から続けているラグビーで、それが縁で妻と知り合っている。
名前や外見のモデルはラリードライバーのユハ・カンクネン。愛車はランチア・デルタと不動となっているルノー5ターボII。
湯葉 加奈子（ゆは かなこ）
旧姓は安村。安村姉弟の長女で離婚歴が1回あり、夫の勧三郎とは再婚である。4人姉弟の長女という立場から、幼い頃から弟妹の面倒を見ていただけあり、家事も得意でしっかりしている。連載終盤に妊娠が発覚しており、文庫版6巻の番外編では息子の真澄が誕生している。
安村 美奈子（やすむら みなこ）
安村姉弟の次女。主にアパレル関係の店舗のディスプレイの仕事をしている。手芸や洋服の仕立てから大工仕事までこなすなど、かなり器用である。また、高所恐怖症である。かつて結婚詐欺に遭った経験から長らく男性不信であったが、連載終盤にはしばしば大清水との恋愛話が登場しており、作中では美奈子本人も憎からず思っていたことが覗える。文庫版5・6巻の番外編では大清水と結婚し、式を挙げている。
安村 菜奈子（やすむら ななこ）
安村姉弟の三女。元ダートトライアルの選手で、現在はレーシングチームのマネージャーを務めている。
安村 松林（やすむら しょうりん）
安村姉弟の末っ子で、長男。芸大に通っており、バイオリンを専攻している。基本的にものぐさでボーッとしており、そのエピソードは枚挙に暇がない。顔自体は加奈子に似ているが、彼しかできない菱形（◇）の口がトレードマークとなっている。好物はイカゲソの天ぷらで、愛車はヤマハ・TZRとベスパ。
外見のモデルはF1ドライバーのゲルハルト・ベルガーの若い頃である。
同じ作者の別作品「セケンノハテマデ」にもゲスト出演した。本作品より約20年後の設定でアレンジャーの仕事をしている（仕事上のクレジットは「マツノキ」）。現在は屋敷を出て、神戸と東京半々の生活をしている模様。

### 勧三郎の友人・同僚
大清水 龍太郎（おおしみず りゅうたろう）
勧三郎の大学以来の友人。資産家の息子で、美術商。家を出ていた時代は板前をしていたこともあり、料理は得意。結婚して1年ほどで妻に6000万円近い額を遣われたために離婚をした経験があり、やや女性不信気味である。連載当初は美奈子を気が強いと評し、勧三郎の妻の妹というスタンスで接していたが、途中から女性を見る目に変化しており、しばしばプレゼントや出張先の日本国外から手紙を送るなどのアプローチをしていた。文庫版5・6巻の番外編では美奈子と結婚し、式を挙げている。
外見のモデルはラリードライバーのヘンリ・トイボネン。
沢田 研三（さわだ けんぞう）
勧三郎の部下。田舎育ちで、ゴキブリやクモなどの昆虫、小動物を持つことに抵抗が無く、捕まえるのも上手い。ラテン系のハッキリした目鼻立ちで、普通サイズの顔に大作りなパーツが詰まって見えるため、作者は「徳用顔」という呼び名を与えて説明しているが、同僚からその名で呼ばれている場面はない。
外見のモデルはラリードライバーのカルロス・サインツ。
岩橋 ヘルムト 雅雄（いわはし ヘルムト まさお）
勧三郎の部下。父が日本人、母がドイツ人というハーフである。端正な外国風の顔をしているが、生まれも育ちも大阪で、コテコテの大阪弁を使う。仲間にはよく「イワハッサン」と呼ばれている。仕事は優秀で、4ヶ国語を話すことが出来る。作中では外国人っぽさを強調して「ヘルムト岩橋」という書き方がされている場合が多い。
茂谷 繁（しげたに しげる）
勧三郎の部下。女性と仲良くなるのが上手く、女好きである。仕事の出来ることと女癖の悪さは同僚も認めるところである。離婚歴2回。
モデルはカルロス・サインツのコ・ドライバーを約15年務めていたルイス・モヤ。
徳田 則夫（とくだ のりお）
勧三郎の部下。既婚で、息子が1人いる。他に家族としては徳田の父が登場している。フランス、イタリア在住歴のある帰国子女である。かなり薄くなった髪と眼鏡が特徴で、趣味は昆虫採集。
外見のモデルはラリードライバーのディディエ・オリオール。
久世（くぜ）
勧三郎の部署に来た新入社員。他部署からも自分の部署においても優秀な新人という評価は得ているが、少々ずれたところがあり、それに纏わるエピソードは作中にもしばしば登場している。収集癖があり、古い看板やプラモデル、化石などを大量にコレクションしていた。
外見のモデルはラリードライバーのコリン・マクレー。

### 美奈子の友人・同僚
吉備巻 入鹿（きびまき いるか）
美奈子の10年来の友人であり、同僚。子供服のディスプレイで賞をもらった経歴がある。身長が190cmもある男性だが、女性のような顔立ちをしている上にヒゲも生えておらず、女性言葉を使い、また仕草も女の子っぽい。このため、同僚や上司からはほぼ女性のような存在として認識されている。作中では仕事やプライベートでしばしば美奈子と一緒になっており、同じ部屋に泊まっている場面もあるが、当人達もお互いが異性であるという認識は乏しい。本人はニューハーフやオカマに見られることに憤慨し、普通の男性であると主張しているシーンもあるが、一方で大清水や湯葉のことを好みのタイプと発言しており、女性と男性の感性が同居したキャラクターとして描かれている。

### その他
高畑 真子（たかはた まこ）
加奈子の古くからの友人。美奈子と仕事上の付き合いもある。霊感が強く、普通の人が見えない様々なものが見える。具体的には不明だが、外国と日本を行き来する職業に就いており、副職で占いをしている。
岡崎 徹（おかざき とおる）
松林の幼稚園児時代からの友人で、バイク仲間でもある。実家は寺で、本人も学生ながら得度をしており、住職である祖父と共に、早くに亡くなった父に代わってお坊さんとして働いている。
外見のモデルはF1ドライバーのアイルトン・セナ。愛車はホンダ・NSR。

## 単行本
ワイドKCコミックス 全12巻（現在絶版）
- 1巻（1993年4月23日第1刷発行） ISBN 4-06-360447-0
- 2巻（1993年10月23日第1刷発行） ISBN 4-06-176702-X
- 3巻（1994年5月23日第1刷発行） ISBN 4-06-176731-3
- 4巻（1994年11月22日第1刷発行） ISBN 4-06-176750-X
- 5巻（1995年6月23日第1刷発行） ISBN 4-06-176768-2
- 6巻（1995年12月18日第1刷発行） ISBN 4-06-176788-7
- 7巻（1996年7月23日第1刷発行） ISBN 4-06-337303-7
- 8巻（1997年1月23日第1刷発行） ISBN 4-06-337322-3
- 9巻（1997年8月22日第1刷発行） ISBN 4-06-337338-X
- 10巻（1998年4月23日第1刷発行） ISBN 4-06-337359-2
- 11巻（1998年8月21日第1刷発行） ISBN 4-06-337368-1
- 12巻（1998年9月22日第1刷発行） ISBN 4-06-337373-8

講談社漫画文庫 全6巻
- 1巻（2002年12月12日第1刷発行） ISBN 4-06-360447-0
- 2巻（2003年1月10日第1刷発行） ISBN 4-06-360448-9
- 3巻（2003年2月8日第1刷発行） ISBN 4-06-360449-7
- 4巻（2007年4月19日第1刷発行） ISBN 978-4-06-370451-8
- 5巻（2007年4月19日第1刷発行） ISBN 978-4-06-370452-5
- 6巻（2007年4月19日第1刷発行） ISBN 978-4-06-370453-2